# Johnny Mnemonic (film)
Pour les articles homonymes, voir Johnny Mnemonic.
Pour plus de détails, voir Fiche technique et Distribution.
Johnny Mnemonic est un film canado-américain réalisé par Robert Longo et sorti en 1995. Il s'agit d'une adaptation de la nouvelle du même nom de William Gibson, parue en 1986 dans le recueil de nouvelles Gravé sur chrome. Le film s'inscrit dans le mouvement cyberpunk.

## Synopsis
En 2021, la société est animée par un Internet virtuel, qui a créé un effet dégénéré appelé SAN, « syndrome d'atrophie nerveuse » (NAS - nerve attenuation syndrome en VO). De très puissantes multinationales contrôlent une grande partie du monde, intensifiant l'hostilité de classe déjà créée par le NAS. Des rebelles, les Loteks, tentent de s'opposer à cette domination. Dans ce contexte, Johnny est un messager qui « transporte », dans son cerveau, des données informatiques pour le compte de toute sorte de clients soucieux de se protéger des fuites ou des intrusions.
Pour sa dernière mission, il accepte une surcharge qui pourrait lui coûter la mémoire et la raison. Les commanditaires sont des transfuges d'une grande multinationale et eux seuls connaissent le code qui permettrait de le libérer. Quand ils sont tués, Johnny doit à tout prix trouver un moyen de découvrir ce code, afin de se décharger de cet amas de données, au demeurant très convoitées. Il est poursuivi par des yakuzas à la solde d'un certain Takahashi.

## Fiche technique
Sauf indication contraire, les informations mentionnées dans cette section peuvent être confirmées par la base de données cinématographiques IMDb,  présente dans la section « Liens externes ».
- Titre original et français : Johnny Mnemonic
- Réalisation : Robert Longo
- Scénario : William Gibson d'après sa nouvelle Johnny Mnemonic
- Musique : Brad Fiedel, Mychael Danna (version japonaise)
- Montage : Ronald Sanders
- Directeur de la photographie : François Protat
- Décors : Nilo Rodis Jamero
- Costumes : Olga Dimitrov
- Production : Don Carmody
- Sociétés de production : Alliance Communications, Johnny Mnemonic Productions et TriStar
- Sociétés de distribution : TriStar (Etats-Unis), Columbia TriStar Films (France), Alliance Atlantis (Canada)
- Budget : 26 millions de dollars[2]
- Pays de production :  États-Unis,  Canada
- Langues originales : anglais, japonais
- Formats : couleur - 1,85:1 - son Dolby - 35 mm
- Genre : science-fiction, action et thriller
- Durée : 96 minutes
- Dates de sortie :
  - États-Unis : 26 mai 1995
  - France : 22 novembre 1995

## Distribution
- Keanu Reeves (VF : Jérôme Keen, VQ : Daniel Picard) : Johnny Smith
- Dolph Lundgren (VF : Antoine Tomé, VQ : Mario Desmarais) : le Prêcheur
- Dina Meyer (VQ : Élise Bertrand) : Jane
- Takeshi Kitano (VF : Jim Adhi Limas, VQ : Yvon Thiboutot) : Takahashi
- Ice-T (VF : Daniel Kamwa, VQ : Éric Gaudry) : J-Bone
- Henry Rollins (VF : Marc Bretonnière, VQ : Pierre Auger) : Spider
- Barbara Sukowa (VF : Pascale Jacquemont, VQ : Lisette Dufour) : Anna Kalmann
- Udo Kier (VF : Michel Fortin, VQ : Jacques Lavallée) : Ralphy
- Don Francks : Hooky
- Denis Akiyama (en) : Shinji
- Tracy Tweed : Pretty
- Falconer Abraham (VF : Thierry Desroses) : Yomama
- Diego Chambers (VF : Thierry Mercier) : Henson
- Gene Mack (VF : Marc Alfos) : Laslo

## Production
Le film est une adaptation de la nouvelle Johnny Mnemonic de William Gibson, parue en 1986 dans le recueil de nouvelles Gravé sur chrome. L'auteur veut développer un projet de film avec l'artiste Robert Longo à la réalisation. Ils envisagent un film indépendant à petit budget mais peinent à trouver le financement. Robert Longo dira plus tard que ce film « a commencé comme un film arty à un million et demi de dollars, pour devenir un film à 30 millions de dollars parce que nous n'avions pas réussi à trouver un million et demi,. » L'avocat du futur réalisateur leur conseille de demander un budget supérieur à un studio, car paradoxalement ils ne demandaient pas assez. La montée croissante d'Internet à l'époque est la principale motivation de Sony Pictures qui décide d'investir plusieurs dizaines de millions de dollars. Val Kilmer est initialement choisi pour le rôle principal. Il finira pas céder sa place à Keanu Reeves pour finalement incarner Batman Batman Forever. L'arrivée de l'acteur canadien facilite de nouvelles options financières. De plus, après le succès de Speed (1994), Sony voit en Johnny Mnemonic un potentiel blockbuster. Christophe Lambert avait également un temps été envisagé.
L'actrice Jane March devait incarner Jane mais le rôle revint finalement à Dina Meyer, qui tient ici son tout premier rôle au cinéma.
Le tournage a principalement lieu au Canada, notamment à Montréal et Toronto, ainsi qu'à Mississauga

## Bande originale
Sauf indication contraire, les informations mentionnées dans cette section peuvent être confirmées par le générique de fin de l'œuvre audiovisuelle présentée ici, ainsi que par la base de données cinématographiques IMDb,  présente dans la section « Liens externes ».
- Virus par KMFDM de 1989.
- Nothing par Stabbing Westward.
- Sad But True par Orbital.
- I See Through par Rollins Band de 1995.
- Complete par Helmet.
- No More Love (en) par God Lives Underwater (en) de 1994.
- Alex Descends into Hell for a Bottle of Milk / Korova 1 par U2.
- 3 AM Incident par Cop Shoot Cop.

Musiques non mentionnées dans le générique
- Lost par Stabbing Westward.
- I Love My Parents par Buckethead.
- Memory Johnny Ska Yakuza Firefight par Blackrain.
- Scumgrief par Fear Factory de 1992.

## Accueil

### Accueil critique
Il a reçu un accueil critique très défavorable, recueillant 13 % de critiques positives, avec une note moyenne de 3,4/10 et sur la base de 31 critiques collectées, sur le site agrégateur de critiques Rotten Tomatoes.
L'auteur William Gibson sera lui-même très critique envers le film. Bien qu'il soit considéré comme l'unique scénariste, il insiste depuis des années sur le fait que ce n'est pas son scénario qui a finalement été produit.

### Box-office
Le film a été un échec commercial aux États-Unis mais a eu plus de succès dans le reste du monde, rapportant environ 52 375 000 $ au box-office mondial, dont seulement 19 075 000 $ en Amérique du Nord, pour un budget de 26 000 000 $. En France, il a réalisé 332 341 entrées.

## Distinctions
Johnny Mnemonic a été nommé au prix Génie dans les catégories des meilleurs décors et du meilleur son, alors que Keanu Reeves a été nommé pour le Razzie Award du pire acteur.

## Commentaires

### Johnny Mnemonic: In Black and White
En aout 2022, Sony Pictures Home Entertainment publie Johnny Mnemonic: In Black and White en Blu-ray sur le sol américain.
Cette version est une transposition en noir et blanc de la version cinéma et non une director's cut. Cette nouvelle version est développée par le réalisateur Robert Longo et se veut plus proche de sa vision initiale. Il a voulu sortir cette nouvelle version pour les 25 ans du film. Il a alors envoyé une version au producteur Don Carmody et l'informe vouloir la diffuser sur YouTube. Séduit par cette réinvention du film, Don Carmody suggère plutôt de contacter Sony Pictures pour une sortie officielle. Sony Pictures donne l'autorisation d'utiliser les pellicules d'origine pour une véritable conversion. Pour le noir et blanc, Robert Longo avoue s'être inspiré de Alphaville, une étrange aventure de Lemmy Caution et La Jetée. Cette nouvelle version est par ailleurs diffusée en festivals en 2021.

### Différences entre le film et le roman
Le personnage de Molly Millions est renommée en Jane dans le film. Cela serait dû au fait que les droits du nom du personnage étaient réservés à une potentielle adaptation de Neuromancien.

### Autour du film
- Bien qu'il n'apparaisse que dans un nombre réduit de scènes (mais beaucoup ont été coupées au montage ou seulement présentes sur la version japonaise, plus longue), Dolph Lundgren est crédité en deuxième position au générique, après Keanu Reeves.